# Кон ла Гранвил
Кон ла Гранвил (фр. Cons-la-Grandville) насеље је и општина у североисточној Француској у региону Лорена, у департману Мерт и Мозел која припада префектури Брије.
По подацима из 2011. године у општини је живело 585 становника, а густина насељености је износила 70,91 становника/km². Општина се простире на површини од 8,25 km². Налази се на средњој надморској висини од 249 метара (максималној 388 m, а минималној 228 m).

## Демографија
| 1962. | 1968. | 1975. | 1982. | 1990. | 1999. | 2011. |
| ----- | ----- | ----- | ----- | ----- | ----- | ----- |
| 790   | 828   | 769   | 669   | 593   | 608   | 585   |

График промене броја становника у току последњих година